# Ture Bielke (1606–1648)
Ture Bielke, född 13 juni 1606, död 11 maj 1648 i Stockholm, var en svensk friherre och ämbetsman.

## Biografi
Ture Bielke föddes 1606. Han var son till riksrådet friherre Nils Bielke och friherrinnan Ingeborg Oxenstierna. Bielke var mellan 1621–1625 student vid Uppsala universitet och studerade 1626 vid Leidens universitet och Universiteit van Amsterdam. År 1627 resta han till England och pris och 1628 till Padua och Venedig. Bielke blev 18 juli 1635 överste för Nylands och Tavastehus läns regemente till häst och 14 april 1640 riksråd. Han blev 1642 hovrättsråd i Svea hovrätt med ed 6 maj samma år. Bielke 1643 häradshövding i Vemo härad och var 1645 kommissarie till fredstraktaten i Brömsebro. Han avled 1648 i Stockholm och begravdes i Tensta kyrka.

### Egendom
Bielke ägde Salsta slott, Gäddeholm, Kråkerum och Frösvik.

### Familj
Bielke gifte sig 14 mars 1643 i Sankt Nikolai församling, Stockholm med sin syssling friherrinnan Christina Anna Banér (1625–1652), dotter till riksrådet Svante Banér och friherrinnan Ebba Grip. De fick tillsammans barnen fältmarskalken greve Nils Bielke (1644–1716), Ebba Christina Bielke  (1645–1649), Ingeborg Bielke  (död 1671) som var gift med ryttmästaren greve Gustaf Stenbock och Ture Bielke (1648–1650).